# 小野徳己
小野 徳己（おの よしき、12月3日 - ）は日本の男性声優。愛知県出身。演劇集団Playersのメンバーの一人。

## 略歴
日本ナレーション演技研究所、ヴォアレーヴ出身。
2008年4月10日までアイムエンタープライズに所属していた。

## 人物
方言は名古屋弁、三河弁。
趣味・スポーツは車、バイク、音楽鑑賞、バスケットボール。特技はバク転。
資格は普通自動車免許、中型二輪免許。
好きな言葉は「臨機応変」。座右の銘は「継続は力なり!」。

## 出演作品

### テレビアニメ
- 学園戦記ムリョウ（生徒C）
- ケロロ軍曹（親衛隊員）
- はじめの一歩

### ゲーム
- 帝国千戦記（雷穿基、校延）

### 吹き替え
- 北京バイオリン
- プロビデンス

### BLCD
- いじわるなパール（宅急便）
- 嫌いにならないでね（部員）
- 無敵なぼくら3 勝負はこれから!（生徒A）